# Fregata typu 054A
Typu 054A (v kódu NATO: třída Jiangkai II) je třída víceúčelových raketových fregat Námořnictva Čínské lidové osvobozenecké armády. Jejich hlavním úkolem je protivzdušná obrana flotily. Jedná se o výrazně vylepšenou variantu fregat typu 054. Do srpna 2018 vstoupilo do služby 28 fregat této třídy, přičemž stavba dalších dvou pokračuje. Jediným zahraničním uživatelem třídy bude Pákistán, který objednal čtyři kusy verze 054A/P.
Na základě fregat typu 054A byly pro Čínskou pobřežní stráž vyvinuty oceánských hlídkových lodí typu 818.

## Stavba

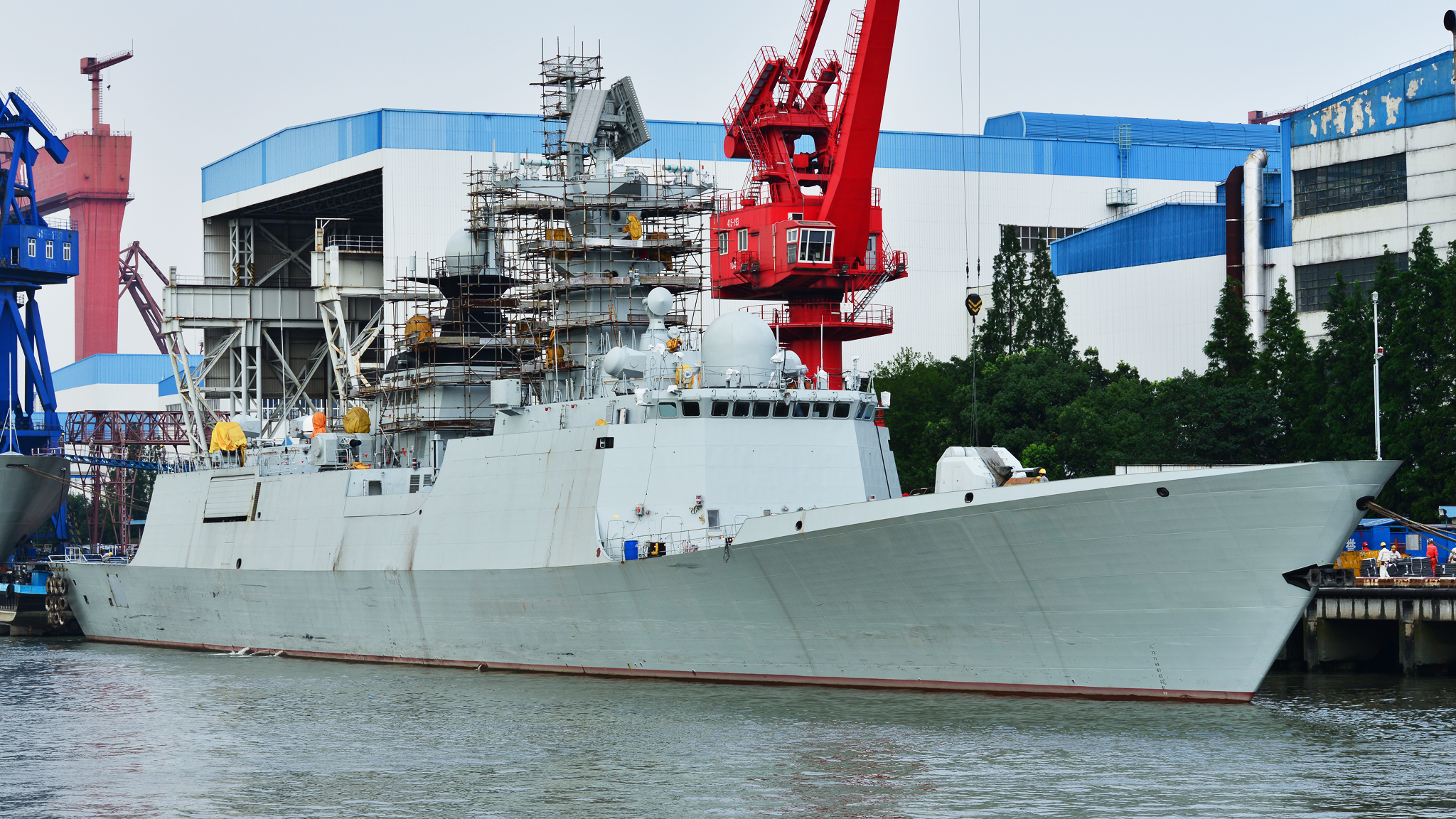
Rozestavěná fregata Ťing-čou (532)

Stavbu této třídy provádějí dvě loděnice – Hudong-Zhonghua (HZ) v Šanghaji a Huangpu-Wenchong (HW, dříve Huangpu) v Kantonu. Třída je velmi početná, přičemž původní objednávka na 24 fregat byla později navýšena nejméně o další čtyři. Konečný počet postavených fregat typu 054A zatím není znám. V červenci 2018 bylo na vodu spuštěno 30. plavidlo. Předpokládalo se, že stavba bude pokračovat vylepšeným typem 054B s integrovaným elektrickým pohonem, nebylo to však potvrzeno. Později bylo zjištěno, že stavba fregat typu 054A dále pokračuje. Dne 23. prosince 2021 byla na vodu spuštěna 34. jednotka pro čínské námořnictvo.
Prvním zahraničním uživatelem třídy se stalo pákistánské námořnictvo. V červnu 2018 byla podepsána objednávka na čtyři fregaty typu 054A/P (jinak též F22P Batch II či třída Tughril), které nahradí staré britské torpédoborce třídy Tariq. Cena kontraktu je přibližně 1,4 miliardy dolarů. Budou to největší a nejsilnější lodě pákistánského námořnictva. Všechny pákistánské fregaty staví loděnice Hudong-Zhonghua v Šanghaji. Jejich dodání je plánováno do roku 2022. Prototypová fregata byla do služby přijata 8. listopadu 2021, přičemž ceremoniál se opakoval ještě do připlutí fregaty do Pákistánu 24. ledna 2022.
V roce 2024 bylo zaznamenáno spuštění první fregaty vylepšené verze neoficiálně označené typ 054AG v loděnici Huangpu. Tato verze má zvětšenou přistávací plochu a hangár a dále jiný typ kanónu. Zároveň byla stavba nové verze fregaty zaznamenána i v loděnici Hudong, která se jako druhá věnuje stavbě fregat této třídy.
Jednotky typu 054A:
| Jméno                    | Loděnice | Spuštěna           | Vstup do služby   | Status                                |
| ------------------------ | -------- | ------------------ | ----------------- | ------------------------------------- |
| Sien-ning (500)          | HW       | 22. září 2017      | 28. srpna 2018    | Aktivní                               |
| Pin-čou (515)            | HZ       | 13. prosince 2015  | 29. prosince 2016 | Aktivní                               |
| Chuaj-pej (516)          | HZ       | 13. května 2022    | červenec 2023     | Aktivní                               |
| Čchü-čou (517)           | HZ       | 25. srpna 2022     | srpen 2023        | Aktivní                               |
| C’-jang (522)            | HW       | 12. července 2021  | 9. července 2022  | Aktivní                               |
| Chung-che (523)          | HZ       | 31. července 2021  | prosinec 2022     | Aktivní                               |
| Čou-šan (529)            | HZ       | 12. prosince 2006  | 3. ledna 2008     | Aktivní                               |
| Sü-čou (530)             | Huangpu  | 30. září 2006      | 27. ledna 2008    | Aktivní                               |
| Siang-tchan (531)        | HW       | 20. března 2015    | 24. února 2016    | Aktivní                               |
| Ťing-čou (532)           | HZ       | 22. ledna 2015     | 5. ledna 2016     | Aktivní                               |
| Nan-tchung (533, ex 600) | HZ       | 16. prosince 2017  | 23. ledna 2019    | Aktivní                               |
| Pao-ťi (534)             | HW       | 8. listopadu 2021  | leden 2023        | Aktivní                               |
| Sü-čchang (536)          | HW       | 29. května 2016    | 23. června 2017   | Aktivní                               |
| I-sing (537)             | HZ       | 23. prosince 2021  | 15. ledna 2023    | Aktivní                               |
| Jen-tchaj (538)          | Huangpu  | 24. srpna 2010     | 9. července 2011  | Aktivní                               |
| Wu-chu (539)             | HZ       | 8. června 2016     | 29. června 2017   | Aktivní                               |
| Cao-čuang (542)          | HW       | 30. června 2018    | 22. února 2019    | Aktivní                               |
| Jen-čcheng (546)         | HZ       | 27. dubna 2011     | 7. února 2012     | Aktivní                               |
| Lin-i (547)              | Huangpu  | 13. prosince 2011  | 22. prosince 2012 | Aktivní                               |
| I-jang (548)             | Huangpu  | 17. listopadu 2009 | 26. října 2010    | Aktivní                               |
| Čchang-čou (549)         | HZ       | 21. května 2010    | 30. května 2011   | Aktivní                               |
| Wej-fang (550)           | HZ       | 9. července 2012   | 22. června 2013   | Aktivní                               |
| Bajannur (551)           | HW       | 23. prosince 2021  | prosinec 2022     | Aktivní                               |
| Čchen-čou (552)          | HW       | 23. dubna 2022     | červen 2023       | Aktivní                               |
| Ta-li (553)              | HW       | 11. srpna 2022     | srpen 2023        | Aktivní                               |
| Tchung-liao (554)        | HW       | 27. listopadu 2022 | listopad 2023     | Aktivní                               |
| Cheng-jang (568)         | HZ       | 23. května 2007    | 30. června 2008   | Původní název jako Čchao-chu, aktivní |
| Jü-lin (569)             | HZ       | 28. dubna 2009     | 1. února 2010     | Aktivní                               |
| Chuang-šan (570)         | Huangpu  | 18. března 2007    | 13. května 2008   | Aktivní                               |
| Jün-čcheng (571)         | Huangpu  | 8. února 2009      | 17. ledna 2010    | Aktivní                               |
| Cheng-šuej (572)         | Huangpu  | 21. května 2011    | 9. července 2012  | Aktivní                               |
| Liou-čou (573)           | HZ       | 10. prosince 2011  | 28. prosince 2012 | Aktivní                               |
| San-ja (574)             | HZ       | 30. listopadu 2012 | 13. prosince 2013 | Aktivní                               |
| Jüe-jang (575)           | Huangpu  | 9. května 2012     | 3. května 2013    | Aktivní                               |
| Ta-čching (576)          | HW       | 28. září 2013      | 16. ledna 2015    | Aktivní                               |
| Chuang-kang (577)        | HZ       | 28. dubna 2013     | 16. ledna 2015    | Aktivní                               |
| Jang-čou (578)           | HZ       | 30. září 2013      | 21. září 2015     | Aktivní                               |
| Chan-tan (579)           | HW       | 28. července 2014  | 19. srpna 2015    | Aktivní                               |
| Ž’-čao (598)             | HW       | 1. dubna 2017      | 12. ledna 2018    | Aktivní                               |
| An-jang (599)            | HZ       | 24. března 2017    | 12. dubna 2018    | Aktivní                               |

Oceánská hlídková loď typu 818:
| Jméno                     | Spuštěna      | Dodání            | Status  |
| ------------------------- | ------------- | ----------------- | ------- |
| Mej-šan (2303, ex 31301)  | říjen 2016    | březen 2018       | aktivní |
| Paj-tcha (2304, ex 31302) | říjen 2016    | květen 2018       | aktivní |
| Siou-šan (2305, ex 31303) | prosinec 2016 | 25. prosince 2017 | aktivní |
| Jong-šu (5303, ex 46301)  | květen 2016   | 27. března 2017   | aktivní |
| Mei-ťi (5304, ex 46302)   | září 2016     | 29. října 2017    | aktivní |
| Ču-pii (5305, ex 46303)   | červenec 2017 | 29. prosince 2017 | aktivní |

Jednotky typu 054A/P:
| Jméno                  | První řezání oceli | Založení kýlu   | Spuštěna          | Vstup do služby   | Status  |
| ---------------------- | ------------------ | --------------- | ----------------- | ----------------- | ------- |
| PNS Tughril (261)      |                    |                 | 22. srpna 2020    | 8. listopadu 2021 | aktivní |
| PNS Taimur (262)       | 20. prosince 2018. | 23. března 2020 | 29. ledna 2021    | 23. června 2022   | aktivní |
| PNS Tippu Sultan (263) | 1. listopadu 2019  | 1. května 2021  | 3. srpna 2021     | 10. května 2023   | aktivní |
| PNS Shahjahan (264)    | 1. listopadu 2019  |                 | 23. prosince 2021 | 10. května 2023   | aktivní |

## Konstrukce

### Typ 054A

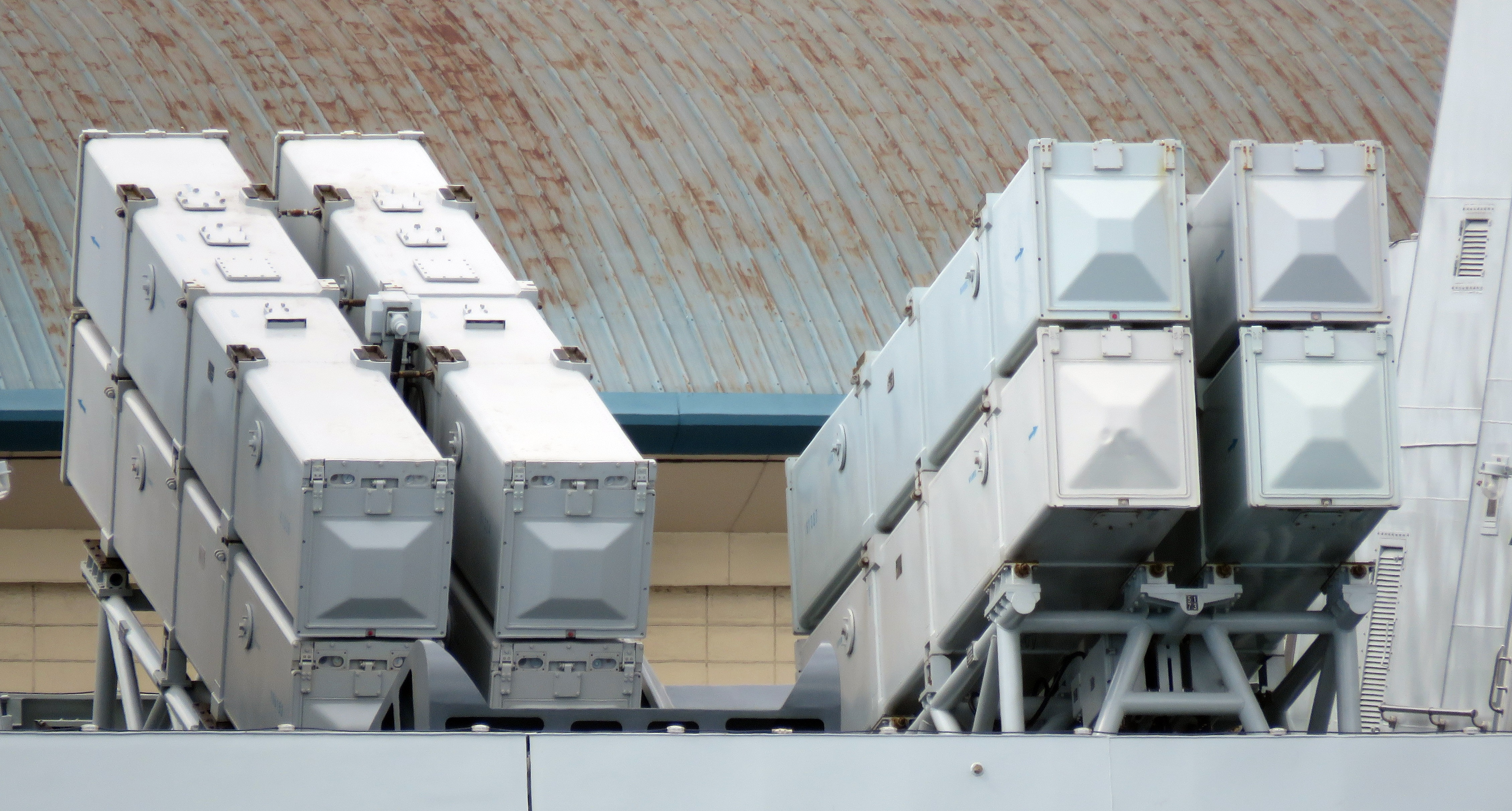
Protilodí střely YJ-83 na fregatě Wu-chu (539)

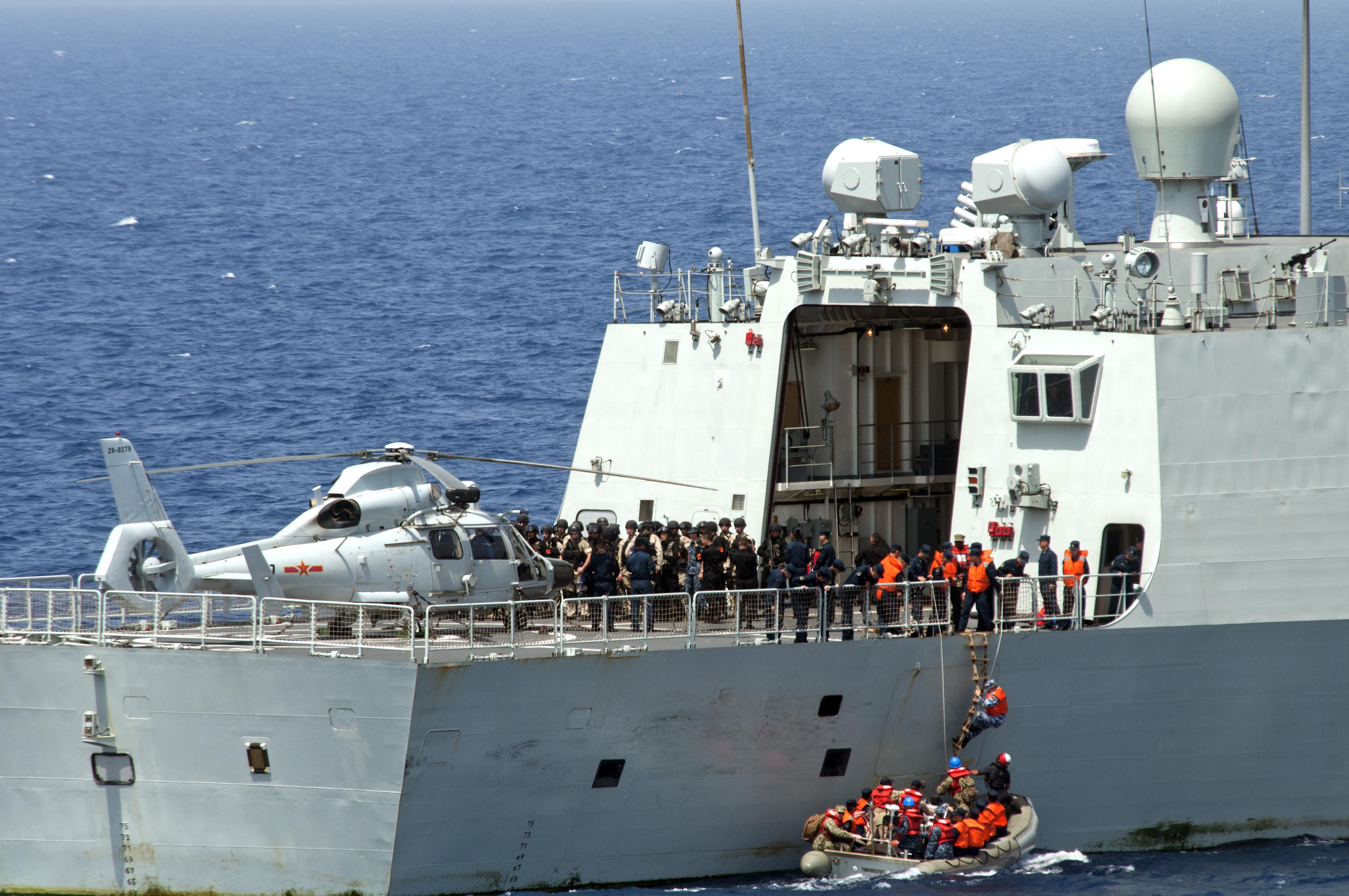
Detail fregaty typu 054A

Základní konstrukce trupu je shodná s fregatami typu 054. Jsou u nich uplatněny prvky technologií stealth, například palubní nástavby jsou tvarovány s ohledem na snížení radarového odrazu lodí. Fregaty jsou vybaveny přehledovým radarem H/LJQ-382. Nejzásadnějším vylepšením výzbroje je nahrazení protiletadlových řízených střel HQ-7 daleko výkonnějším systémem HQ-16, díky čemuž mohou tyto čínské fregaty vůbec poprvé poskytovat prostorovou protivzdušnou obranu.
Hlavní výzbroj představuje jeden 76mm kanón H/PJ-26 (derivát ruských AK-176) v dělové věži na přídi. Za dělovou věží je umístěno vertikální vypouštěcí silo pro 32 protiletadlových řízených střel středního dosahu HQ-16 (zřejmě vylepšená varianta ruského systému Štil-1). Vypouštěcí sila jsou čínské konstrukce a střely jsou z nich vypouštěny metodou horkého startu. Dolet střel je 30–40 km. Navádění střel zajišťuje 3D přehledový radar dlouhého dosahu typu 382. Fregata tak může napadnout až 8 vzdušných cílů najednou. Na střední jsou vybaveny dvěma čtyřnásobnými odpalovacími zařízeními pro protilodní střely YJ-83. Novinkou je použití ruského naváděcího systému Mineral-ME, díky kterému mohou být střely naváděny i za radiolokačním horizontem fregaty. Pro bodovou obranu slouží dva 30mm hlavňové systémy blízké obrany H/PJ-12 (od 17. jednotky byly nahrazeny výkonnějšími systémy H/PJ-11). K ničení ponorek slouží dva šestihlavňové 240mm raketové vrhače hlubinných pum typu 87 (derivát ruských RBU-1200), které jsou umístěny na přídi před dělovou věží. Dále je doplňují dva tříhlavňové 324mm protiponorkové torpédomety pro lehká protiponorková torpéda Jü-7 (derivát amerických Mk 46). Sonar je ruského typu MGK-335. Na zádi se nachází přistávací plocha a hangár pro jeden protiponorkový vrtulník Ka-28 či Z-9C Chaj-tchun.
Pohonný systém je koncepce CODAD. Dva diesely Shaanxi-SEMT-Pielstick 16PA6V-280STC, každý o výkonu 7040 hp, se používají pro ekonomickou plavbu, přičemž v bojové situaci se zapojí další dva diesely stejného typu. Lodní šrouby jsou dva. Nejvyšší rychlost je 27 uzlů. Dosah činí 3800 námořních mil při rychlosti 18 uzlů.

### Typ 054AG
Mezi hlavní odlišnosti patří prodloužená přistávací plocha a hangár dimenzovaný pro nové vrtulníky Harbin Z-20. Prostor byl získán posunutím obou člunů RHIB více dopředu. Dále byla 76mm kanón H/PJ-26 nahrazen 100mm kanónem H/PJ-87.

### Typ 054A/P
Mezi hlavní odlišnosti patří instalace 3D víceúčelového radaru SR2410C kategorie AESA, vzdušného přehledového radaru SUR17B a nadzvukových protilodních střel YJ-12 (CM-302). Fregaty budou vybaveny protiponorkovými vrtulníky Z-9EC Chaj-tchun s protilodními střelami CM-501GA s dosahem 40 km.

## Uživatelé
- Pákistán

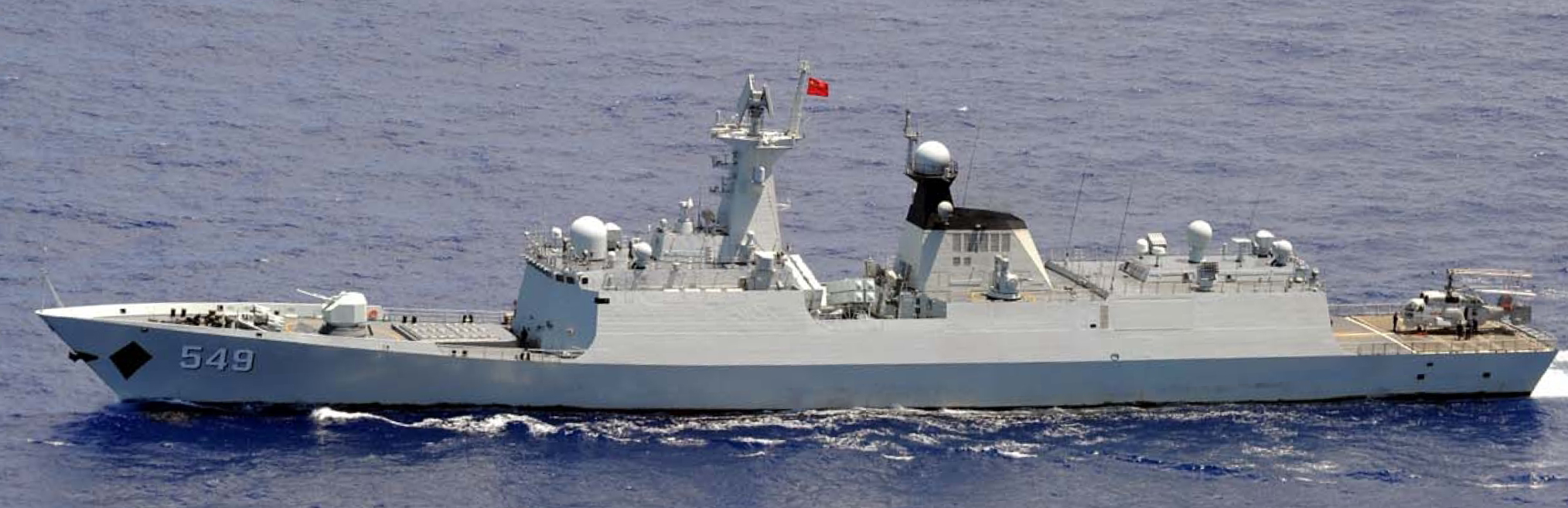
Čchang-čou (549)

  - Pákistánské námořnictvo – Objednány čtyři jednotky varianty typ 054A/P.

- Čína
  - Námořnictvo Čínské lidové osvobozenecké armády – Hlavní uživatel třídy. Nejprve dodána série třiceti fregat. Později stavba obnovena.
  - Čínská pobřežní stráž – Provozuje na základě typu 054A vyvinuté oceánské hlídkové lodě typu 818.